# Larus delawarensis
La gavina americana (Larus delawarensis, Ord 1815, gabbiano del fiume Delaware) è un uccello della famiglia dei Laridi.

## Sistematica
Larus delawarensis non ha sottospecie, è monotipico.

## Distribuzione e habitat
Gabbiano abbastanza comune e diffuso in tutto il Nord America. La specie più simile è la Gavina, ma rispetto a questa è più grande ed ha il becco più massiccio.
Questo gabbiano è migratore accidentale in Europa occidentale; in Irlanda e nel Regno Unito non è più classificato come rarità, in quanto vari esemplari di questa specie svernano regolarmente in tali Paesi.

## Galleria d'immagini

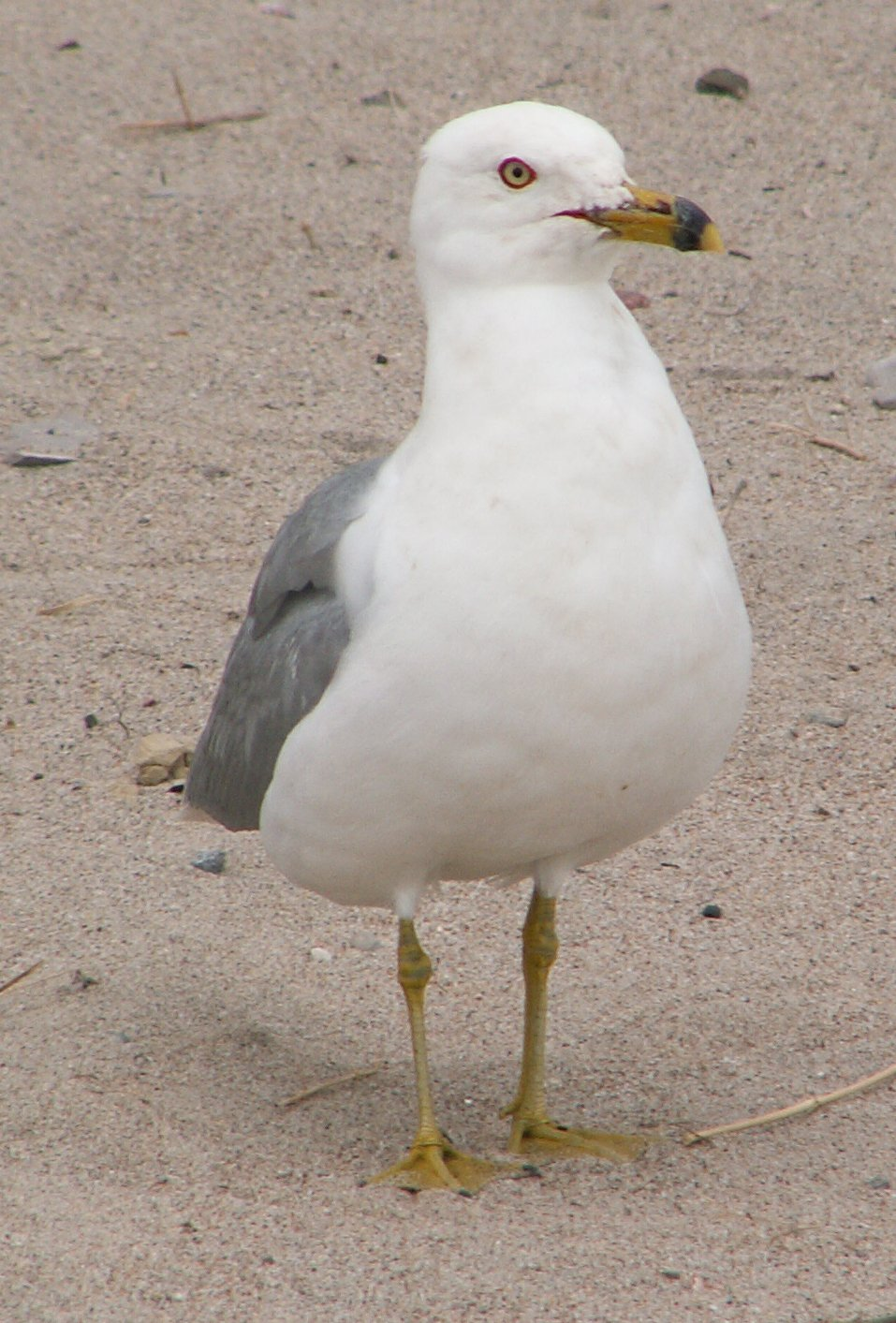
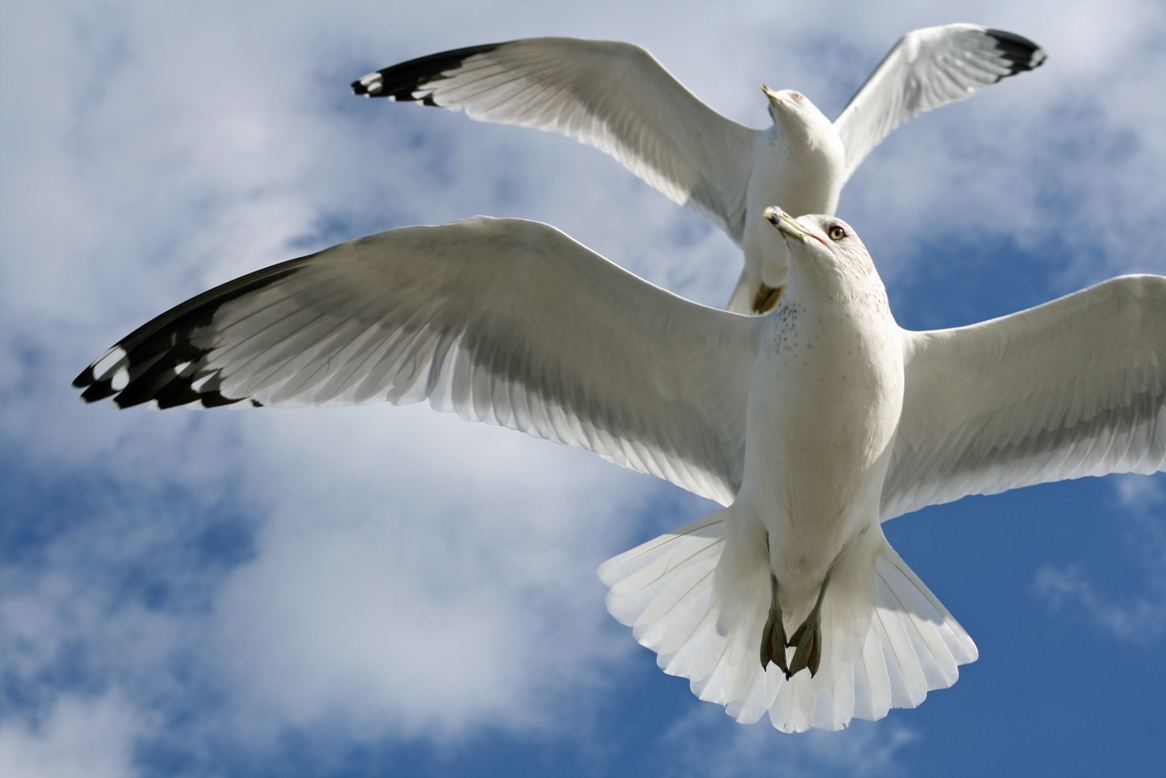
In volo
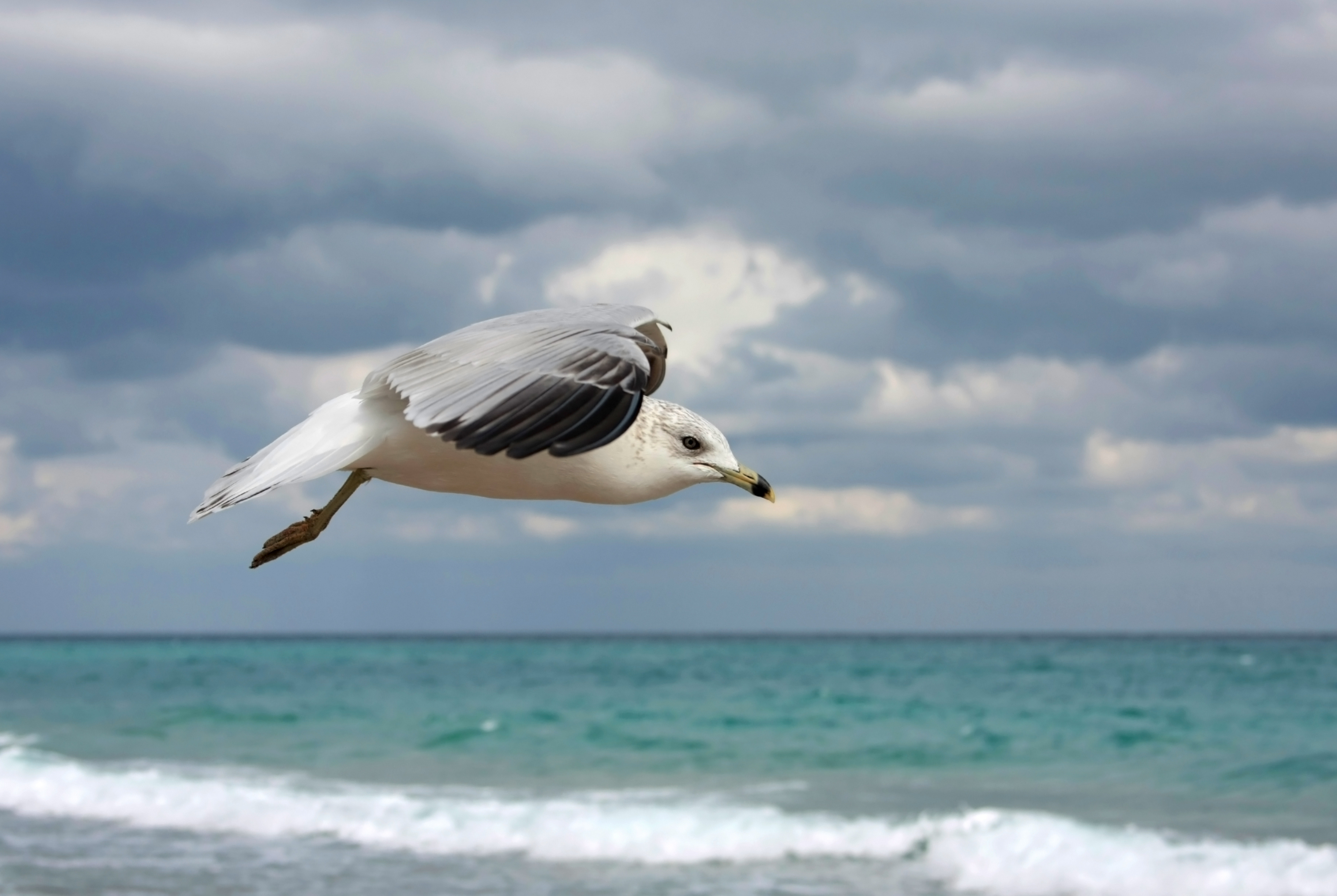
In volo
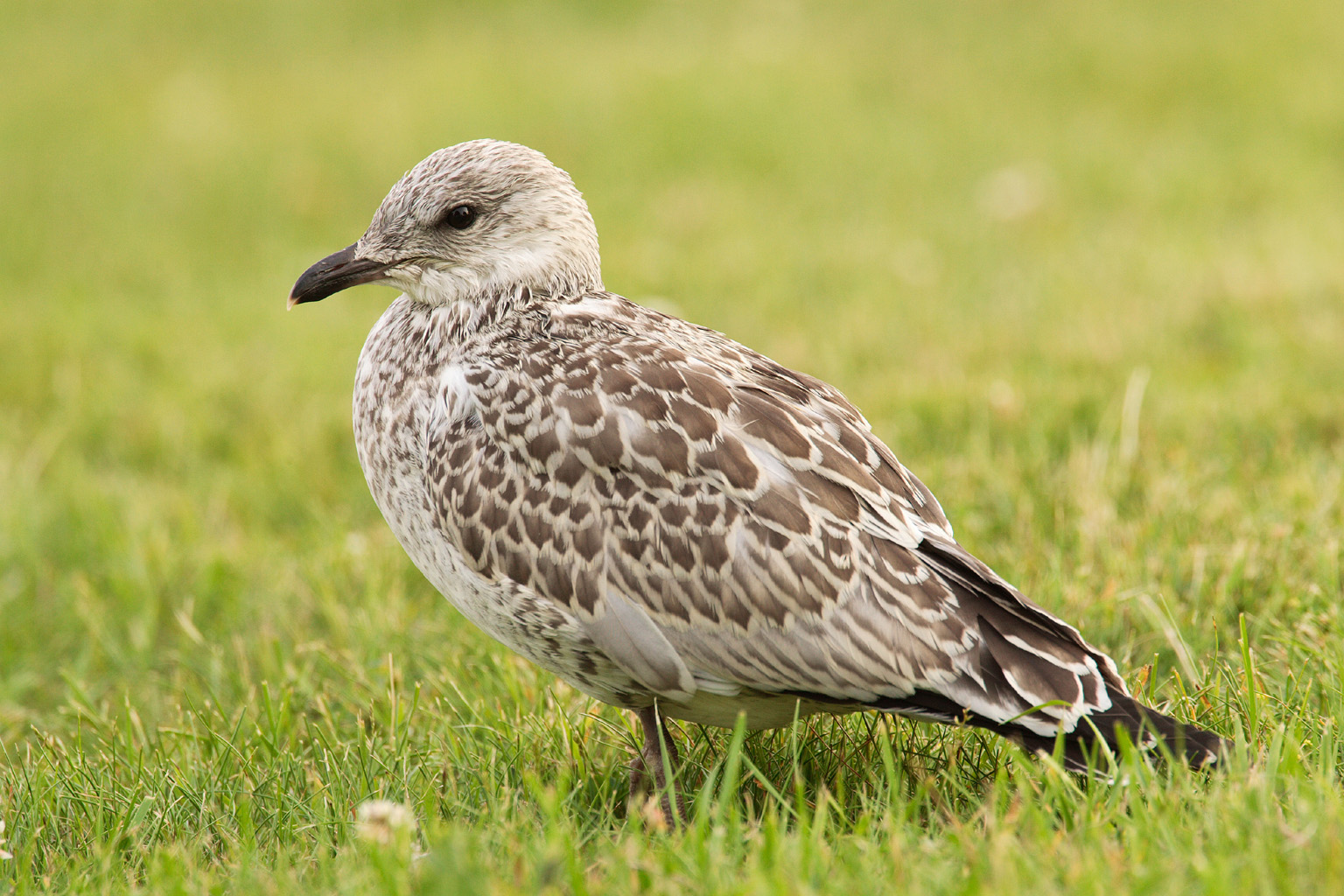
Pulcino di Larus delawarensis